# Studionka (Mari El)
Studionka (ros. Студёнка) – wieś (dieriewnia) w Rosji, w Mari El, w rejonie miedwiediewskim. W 2010 liczyła 175 mieszkańców.